# Roberto Chiacig

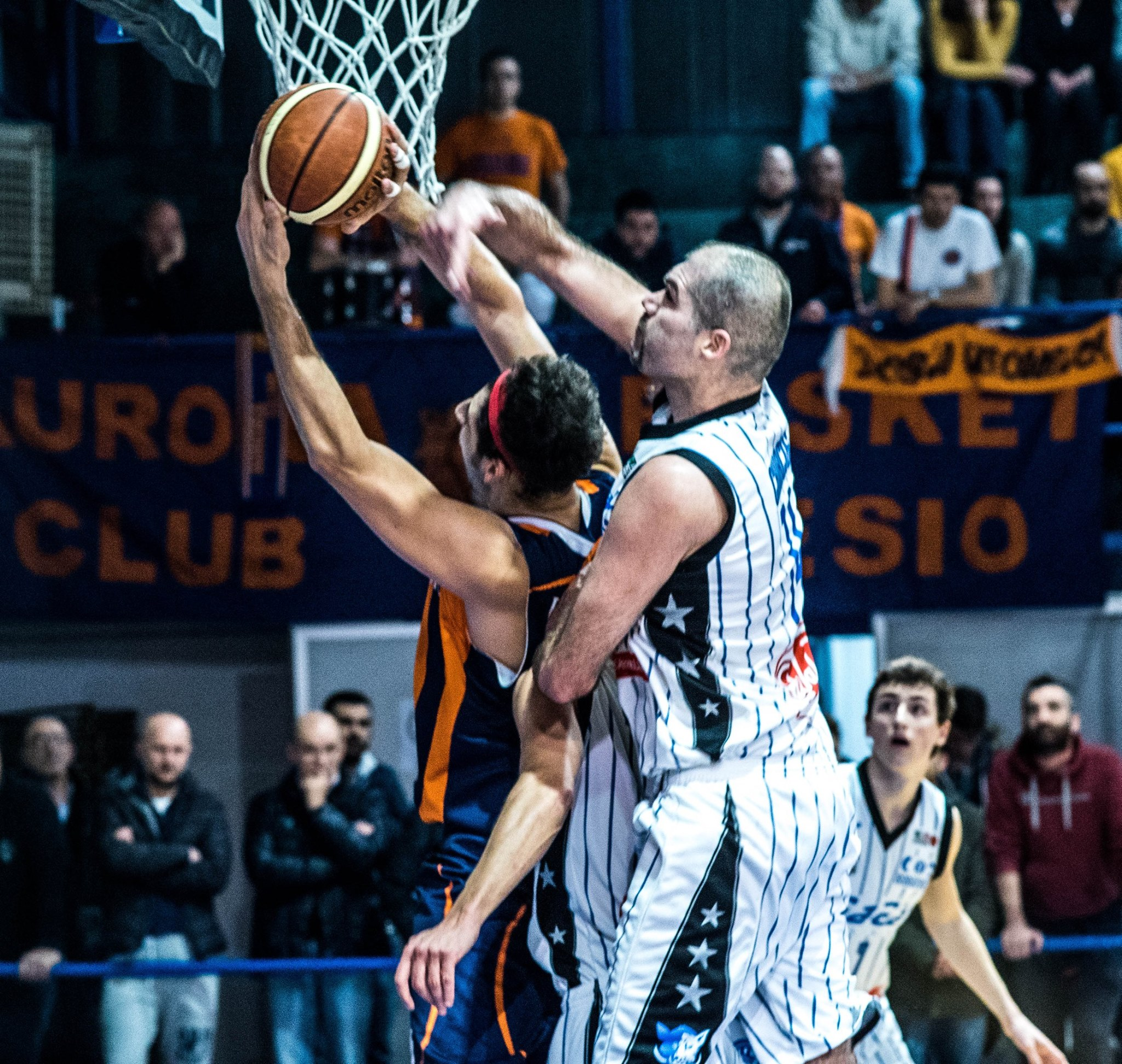
Roberto Chiacig w 2016

Roberto Chiacig (ur. 1 grudnia 1974 w Cividale del Friuli) – włoski koszykarz, występujący na pozycji środkowego, reprezentant kraju, mistrz Europy, wicemistrz olimpijski.

## Osiągnięcia
Na podstawie, o ile nie zaznaczono inaczej.

### Drużynowe
- Mistrz: 
  - EuroChallenge (2009)
  - Włoch (2004)
- Wicemistrz:
  - Włoch (1998)
  - Grecji (1997)
- 3. miejsce w Eurolidze (2003)
- 4. miejsce w Eurolidze (2004)
- Zdobywca:
  - pucharu:
    - Saporty (2002)
    - Włoch (1998)

  - Superpucharu Włoch (1998, 2004)
- Finalista Pucharu Włoch (2002)
- Uczestnik międzynarodowych rozgrywek:
  - Euroligi (2002–2006, 2006/2007 – TOP 16, 2007/2008)
  - Suproligi (2000/2001)
  - Pucharu Saporty (2001/2002)

### Indywidualne
- MVP:
  - Pucharu Saporty (2002)
  - kolejki Euroligi (11 – 2003/2004)
- Uczestnik meczu gwiazd ligi włoskiej (2000, 2004, 2005)
- Lider w zbiórkach:
  - Suproligi (2001)
  - ligi włoskiej  (2001)
- Order Zasługi Republiki Włoskiej (27 września 2004)[6]

### Reprezentacja
Seniorów
- Mistrz Europy (1999)[7]
- Wicemistrz olimpijski (2004)[8][9]
- Brązowy medalista mistrzostw Europy (2003)[10]
- Uczestnik:
  - igrzysk olimpijskich (2000 – 5. miejsce, 2004)[8][9][11][12]
  - mistrzostw:
    - świata (1998 – 6. miejsce)[13]
    - Europy (1999, 2001 – 11. miejsce, 2003, 2005 – 9. miejsce)[14][15]

  - kwalifikacji do Eurobasketu (1997, 1999, 2003)[16][17][18]